# Montiopsis capitata
Montiopsis capitata är en källörtsväxtart som först beskrevs av William Jackson Hooker och Arn., och fick sitt nu gällande namn av D.I. Ford. Montiopsis capitata ingår i släktet Montiopsis och familjen källörtsväxter. Inga underarter finns listade i Catalogue of Life.